# Hilbert-kromme

Eerste 8 stappen bij de constructie van de Hilbert-kromme

Een Hilbert-kromme (ook bekend als een ruimtevullende Hilbert-kromme) is een continue fractale ruimtevullende kromme, die in 1891 als eerste is beschreven door de Duitse wiskundige David Hilbert, als een variant van de ruimtevullende krommen, die in 1890 waren ontdekt door Giuseppe Peano.
Als domein van de kromme kiezen we het interval [0,1]. De parametriseringsfunctie is de limiet van een rij functies, namelijk de parametriseringsfuncties van een rij krommen, zoals geïllustreerd. Om het punt P te vinden voor een parameterwaarde x schrijven we x in het 4-tallig stelsel. Elk cijfer achter de komma representeert de keuze uit 4 vierkanten (steeds kleinere, afhankelijk van de positie van het cijfer achter de komma). We noteren bijvoorbeeld 31 voor het vierkant corresponderend met de cijfers 31 achter de komma. Het hoekpunt linksboven van het hele vierkant representeert 0, dus hier zijn de vierkanten 0, 00, 000, 0000, enz., en het hoekpunt linksonder van het hele vierkant representeert 1, dus hier zijn de vierkanten 3, 33, 333, 3333, enz. Steeds grenst subvierkant 0 aan 1, 1 aan 2 en 2 aan 3. De keuze tussen rechtsom of linksom gaan in het vierkant wordt bepaald doordat 03 aan 1 moet grenzen, 13 aan 2, en 23 aan 3, en 33 ligt vast als genoemd. Het toevoegen van steeds een cijfer geeft een steeds kleiner vierkant, met als limiet het gezochte punt. De zo verkregen kromme vult het hele vierkant en heeft een continue parametriseringsfunctie. De functie is niet injectief, zo worden de 4-tallige 0,13 en 0,21 (7/16 en 9/16) op hetzelfde punt afgebeeld, en 0,02222.., 0,2 en 0,31111.. (1/6, 1/2 en 5/6) ook (op het middelpunt).
Omdat het een ruimtevullende kromme is die in dit geval in twee dimensies 'leeft', is haar Hausdorff-dimensie 2 (om precies te zijn is haar afbeelding het eenheidsvierkant, waarvan de dimensie natuurlijk gelijk is aan 2 in elke definitie van dimensie; haar grafiek is een compacte verzameling die homeomorf is aan het gesloten eenheidsinterval, met Hausdorff-dimensie 2.